# Diocesi di Belabitene
La diocesi di Belabitene (in latino Dioecesis Belabitenensis) è una sede soppressa e sede titolare della Chiesa cattolica.

## Storia
Belabitene, nei dintorni di Palu in Turchia (?), è un'antica sede episcopale della provincia romana della Mesopotamia nella diocesi civile d'Oriente. Faceva parte del patriarcato di Antiochia ed era suffraganea dell'arcidiocesi di Amida, come attestato da una Notitia episcopatuum del VI secolo.
Unico vescovo conosciuto di questa sede, che non è menzionata da Le Quien nell'opera Oriens Christianus, è Cassisa, che fu presente al concilio di Costantinopoli del 536, convocato dal patriarca Mena, e dove furono condannati Severo di Antiochia, Antimo di Costantinopoli e altri oppositori della fede calcedonese. Cassisa è documentato unicamente nella lista delle presenze dell'ultima seduta, del 4 giugno 536, nella quale figura al 26º posto tra Ciriaco di Sofene e Ipazio di Efeso.
Dal 1933 Belabitene è annoverata tra le sedi vescovili titolari della Chiesa cattolica; la sede è vacante dal 15 novembre 1966.

## Cronotassi

### Vescovi residenti
- Cassisa † (menzionato nel 536)

### Vescovi titolari
- John Francis Greif, M.H.M. † (10 maggio 1951 - 25 marzo 1953 nominato vescovo di Tororo)
- André Creemers, O.S.C. † (1º gennaio 1955 - 10 novembre 1959 nominato vescovo di Bondo)
- George Elmer Bernarding, S.V.D. † (19 dicembre 1959 - 15 novembre 1966 nominato vescovo di Mount Hagen)